# Uraganul Sandy

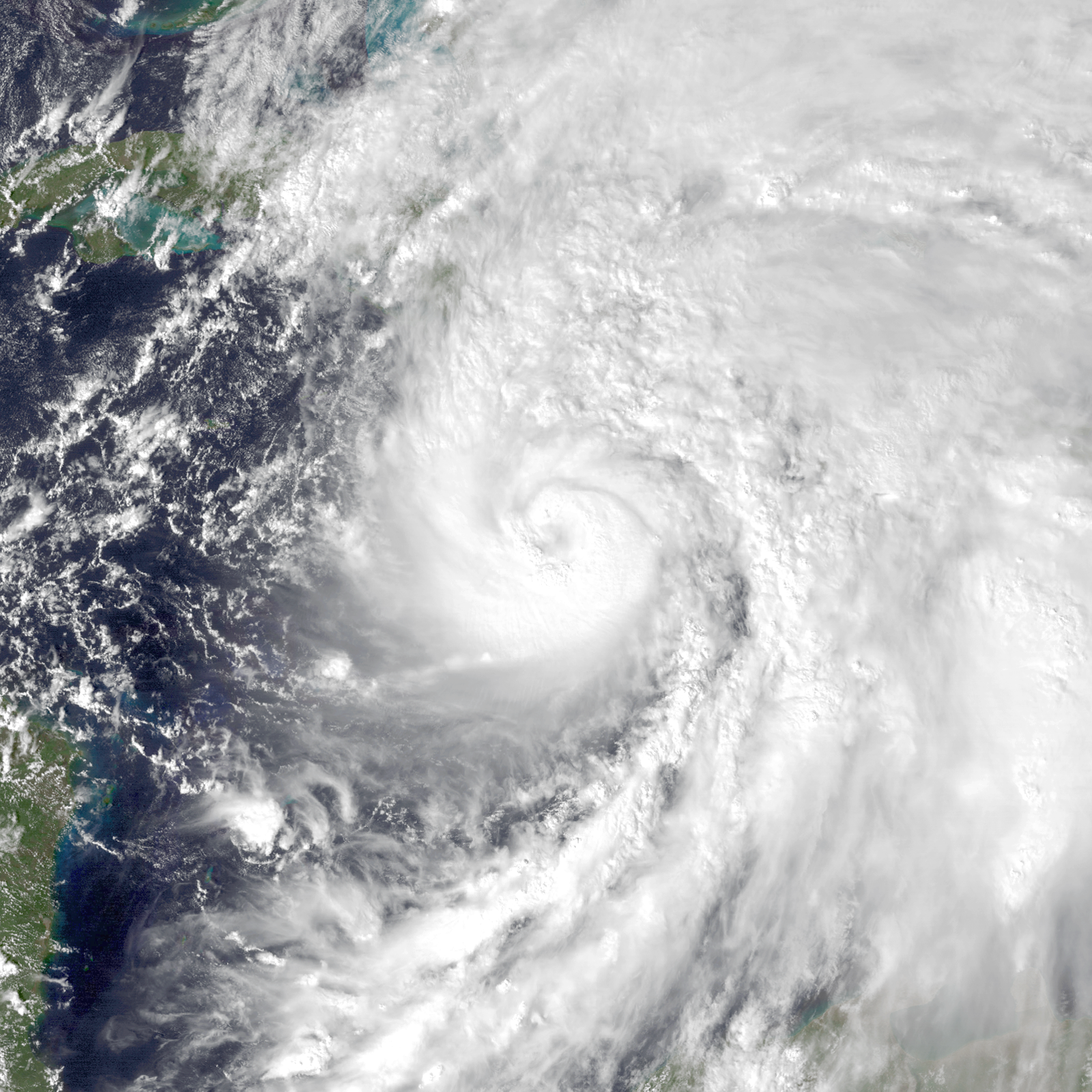
Imagine din satelit a uraganului Sandy în apropiere de coasta insulei Jamaica

Uraganul Sandy a fost un masiv ciclon tropical de sezon târziu care a afectat Jamaica, Cuba, Bahamas, Haiti, Republica Dominicană și Statele Unite ale Americii. În prezent acesta a afestat profund Coasta de Est a Statelor Unite ale Americii și Canada de Est.

## Prezentare generală
Fiind al 18-lea ciclon tropical, a 18-a furtună care a fost denumită, precum și al 10-lea uragan din Atlantic din sezonul 2012 al uraganelor, Sandy s-a dezvoltat dintr-un val tropical alungit din Marea Caraibelor de vest la 22 octombrie 2012. A scăzut ca intensitate (depresiune tropicală), apoi s-a întărit rapid și s-a transformat într-o furtună tropicală șase ore mai târziu. Sandy s-a mutat încet spre nord spre Antilele Mari și, treptat, s-a consolidat.
Uraganul Sandy este de categoria 1 pe scara Saffir-Simpson care are cinci nivele. S-a întins pe o suprafață relativ mare, de cel puțin 800 de kilometri.

## Impact
Uraganul Sandy a fost cel mai costisitor uragan din istoria recentă, depășind pagubele provocate de uraganele Katrina din 2005 și Irene din 2011. Pagubele au fost atât materiale, cât și costuri suplimentare legate de anularea curselor aeriene și a altor activități curente. 

 S-au înregistrat cel puțin 110 de pierderi de vieți omenești în SUA, Canada și Caraibe.